# 낙동강승전기념관
낙동강승전기념관은 대한민국 대구광역시 남구 앞산공원에 있는 기념관으로, 한국 전쟁 때 낙동강전투와 관련해 전사한 군인과 희생된 시민을 추모하기 위하여 세워졌다. 1979년 세워진 기념관은 2층 규모로, 한국 전쟁 및 한국 역사에 관련된 전시품을 전시하고 있다. 기념관 주변에는 한국 전쟁 때 쓰였던 구식 탱크, 비행기를 전시해 놓았다.

## 같이 보기
- 한국 전쟁
- 낙동강 전투